# Paolo Banchero
Paolo Napoleon James Banchero (Seattle, Washington, 12 de noviembre de 2002) es un jugador de baloncesto estadounidense, con nacionalidad italiana, que pertenece a la plantilla de los Orlando Magic de la NBA. Mide 2,08 metros y juega en la posición de ala-pívot.

## Trayectoria deportiva

### High School
En su primer año en el instituto O'Dea High School de Seattle, jugó al fútbol americano, como quarterback suplente, en el equipo que disputó el campeonato estatal, así como al baloncesto. Como estudiante de primer año en el equipo de baloncesto, promedió 14,1 puntos y 10,2 rebotes por partido. En su segunda temporada, promedió 18,2 puntos, 10,3 rebotes y 4,3 asistencias por partido, llevando a O'Dea al campeonato estatal Clase 3A, donde fue nombrado el mejor jugador del torneo.
Como júnior, promedió 22,6 puntos, 11 rebotes, 3,7 asistencias y 1,6 tapones por partido para los subcampeones de Clase 3A, lo que hizo acreedor de los galardones de Jugador del año de Washington Gatorade y el MaxPreps National Junior of the Year. Disputó los prestigiosos partidos del McDonald's All-American Game y el Jordan Brand Classic, así como el Nike Hoop Summit.

### Universidad
Jugó una temporada con los Blue Devils de la Universidad de Duke, en la que promedió 17,2 puntos, 7,8 rebotes y 3,2 asistencias por partido. El 20 de abril de 2022, Banchero se declaró para el draft de la NBA de 2022, renunciando a su elegibilidad universitaria restante.

#### Estadísticas
| Año     | Equipo | PJ | PT | MPP  | %TC  | %3P  | %TL  | RPP | APP | ROB | TPP | PPP  |
| ------- | ------ | -- | -- | ---- | ---- | ---- | ---- | --- | --- | --- | --- | ---- |
| 2021–22 | Duke   | 39 | 39 | 33.0 | .478 | .338 | .729 | 7.8 | 3.2 | 1.1 | .9  | 17.2 |

### Profesional
Fue elegido en la primera posición del Draft de la NBA de 2022 por los Orlando Magic. En su primera noche NBA, el 19 de octubre de 2022 ante Detroit Pistons, consigue con 27 puntos, 9 rebotes y 5 asistencias, siendo el tercer jugador de la historia en debutar con un 25-5-5, tras Kareem Abdul-Jabbar y LeBron James. En sus seis primeros partidos en la liga anotó 20 o más puntos en todos ellos, siendo el séptimo jugador que lo consigue en la historia de la NBA, y algo que no sucedía desde la temporada 1994-95, cuando lo logró Grant Hill. Fue nombrado rookie del mes de diciembre, de enero, de febrero, y de marzo-abril de la conferencia Este. Al término de la temporada regular fue nombrado Rookie del Año, e incluido en el mejor quinteto de rookies.
Durante su segunda temporada en Orlando, el 6 de diciembre de 2023, anota 42 puntos ante Cleveland Cavaliers. El 3 de enero de 2024 anota 43 puntos ante Sacramento Kings. El 6 de enero consigue el primer triple-doble de su carrera (30 puntos, 10 rebotes y 11 asistencias) ante Denver Nuggets. El 1 de febrero se anunció su participación como suplente en el All-Star Game, siendo la primera nominación de su carrera.
Al comienzo de su tercer año en Orlando, el 28 de octubre de 2024 ante Indiana Pacers, consigue un doble-doble de 50 puntos y 13 rebotes. Llevaba 37 puntos al descanso, empatando la cifra más alta para un jugador de los Magic, desde que Tracy McGrady consiguiera 37 en marzo de 2003 y siendo el cuarto jugador de Orlando en alcanzar los 50 tras el propio McGrady, Shaquille O’Neal y Nick Anderson. También, el más joven en conseguir 50 puntos y 10 rebotes desde que lo hiciera LeBron James (56-10) en marzo de 2005. El 27 de febrero de 2025 anotó 41 puntos ante Golden State Warriors. El 4 de marzo otros 41 puntos ante Toronto Raptors.
El 7 de julio de 2025, acuerda una extensión de contrato con los Magic por cinco años y $239 millones.

## Selección nacional
Era elegible para jugar con la selección italiana debido a su ascendencia paterna, habiendo indicado que quería representar a Italia en competiciones internacionales. De hecho, fue convocado por Italia en la preselección de 24 jugadores que disputarían los encuentros de clasificación del Eurobasket 2022, en noviembre de 2020, sin llegar a debutar.
Sin embargo en junio de 2023 se comprometió con Estados Unidos y formó parte de la preselección para disputar el Mundial de 2023. Por lo que, durante agosto y septiembre de 2023, fue integrante de la selección de Estados Unidos que participó en el Mundial de 2023 celebrado en Asia, y que finalizó en cuarto lugar, tras perder la final de consolación ante Canadá.

## Estadísticas de su carrera en la NBA

### Temporada regular
| Año      | Equipo   | PJ  | PT  | MPP  | %TC  | %3P  | %TL  | RPP | APP | ROB | TPP | PPP  |
| -------- | -------- | --- | --- | ---- | ---- | ---- | ---- | --- | --- | --- | --- | ---- |
| 2022-23  | Orlando  | 72  | 72  | 33.7 | .427 | .298 | .738 | 6.9 | 3.7 | .8  | .5  | 20.0 |
| 2023-24  | Orlando  | 80  | 80  | 35.0 | .455 | .339 | .725 | 6.9 | 5.4 | .9  | .6  | 22.6 |
| 2024-25  | Orlando  | 46  | 46  | 34.4 | .452 | .320 | .727 | 7.5 | 4.8 | .8  | .6  | 25.9 |
| Total    | Total    | 198 | 198 | 34.4 | .445 | .320 | .730 | 7.1 | 4.6 | .8  | .6  | 22.4 |
| All-Star | All-Star | 1   | 0   | 18.9 | .333 | .000 | —    | 9.0 | 5.0 | .0  | .0  | 6.0  |

### Playoffs
| Año   | Equipo  | PJ | PT | MPP  | %TC  | %3P  | %TL  | RPP | APP | ROB | TPP | PPP  |
| ----- | ------- | -- | -- | ---- | ---- | ---- | ---- | --- | --- | --- | --- | ---- |
| 2024  | Orlando | 7  | 7  | 37.5 | .456 | .400 | .755 | 8.6 | 4.0 | 1.1 | .6  | 27.0 |
| 2025  | Orlando | 5  | 5  | 39.4 | .435 | .444 | .659 | 8.4 | 4.2 | .6  | .8  | 29.4 |
| Total | Total   | 12 | 12 | 38.3 | .447 | .418 | .711 | 8.5 | 4.1 | .9  | .7  | 28.0 |

## Vida personal
Es hijo de Mario Banchero y de Rhonda Smith, ambos de nacionalidad estadounidense pero de diverso origen étnico (su padre es italoestadounidense, mientras que su madre es afroestadounidense). Su padre jugó al fútbol americano a nivel universitario, mientras que su madre llegó a jugar como baloncestista profesional en la American Basketbal League y en la WNBA.